# Lazisko
Lazisko (in ungherese Laziszkó) è un comune della Slovacchia facente parte del distretto di Liptovský Mikuláš, nella regione di Žilina.